# 遊川和彥
遊川和彥（日语：遊川 和彦，1955年10月24日—），日本知名編劇、導演，出生於東京都，廣島縣長大，畢業於廣島大學政經學部。
遊川曾以《麻辣教師GTO》、《魔女的條件》和《女王的教室》等劇引起話題；2011年，更以《家政婦三田》寫下罕見的電視劇記錄，最後一集收視率達40％。

## 經歷
遊川生於東京，在廣島縣成長。在修道高等學校就讀期間，因為負責撰寫文化祭的劇本，而開啟成為專職編劇的契機。其後，廣島大學政經學部唸了五年畢業。大學畢業後回到出生地東京，目標是當演員，加入仲代達矢主導的演員訓練所「無名塾」，並在電影學校短期進修，其後在電視製作公司擔任編導。1987年，以TBS電視台的單發特別劇《如果只有孩子…》正式出道成為職業編劇。
在2003年，遊川和彥以特別電視劇《甘蔗田之歌》的劇本獲得日本文化廳藝術祭大賞（電視部門）的獎項。2006年，遊川以「淚光閃閃計劃」（涙そうそうプロジェクト）的《廣島 昭和20年8月6日》（2005年8月29日，TBS）的劇本獲得日本民間放送聯盟民放連賞節目部門的最優秀作品賞。同年，遊川在日本電視台發表了連續劇《女王的教室》，劇情描述魔鬼教師對兒童進行徹底的嚴厲管理，而該作品也獲得了第24回向田邦子獎。
遊川早期多與TBS電視台合作為主，2003年後，開始和日本電視台頻繁合作。為TBS執筆的劇本中，多數為TBS的黃金時段「週日劇場」，並數度與田村正和、菅野美穗及松嶋菜菜子合作，尤其是後者參演的《麻辣教師GTO》、《魔女的條件》、《家政婦女王》等劇在播出時造成話題，其中，《家政婦三田》更創下五年來第一集收視率新高，並以第八集29.6％的收視率，打破自1996年《白色之戀2》最終回26.4％的紀錄。其中，完結篇的單集收視率更高達40.0％，瞬間收視率42.8％，亦是1977年9月26日日本開始統計收視率以來至此劇為止，史上單集收視第三高的紀錄。

## 人物
- 每週必定會到自己執筆的電視劇劇組探班，為腳本家中罕見的例子，並對新人演員提出詮釋上的意見[6]。
- 2012年初次執筆NHK晨間劇《純與愛》，此為製作人山本敏彥溝通長達兩年的結果（原本遊川以「NHK晨間劇不是我擅長的劇種」婉拒）[7]。

## 劇本作品

### 連續劇
| 播出年 | 劇名               | 電視台     | 備註       |
| ------ | ------------------ | ---------- | ---------- |
| 1987年 | オヨビでない奴!    | TBS電視台  |            |
| 1988年 | 金太十番勝負！     | 富士電視台 |            |
| 1989年 | 摩登媽咪           | TBS電視台  |            |
| 1990年 | 高校三俠           | TBS電視台  |            |
| 1991年 | 校園威鳳           | 富士電視台 |            |
| 1991年 | PA三人組           | TBS電視台  |            |
| 1992年 | 十年愛             | TBS電視台  |            |
| 1994年 | 如果能聽到願望的話 | TBS電視台  |            |
| 1994年 | 禁果               | 日本電視台 |            |
| 1995年 | 八郎一馬力爭上游   | TBS電視台  |            |
| 1996年 | 白晝之月           | TBS電視台  |            |
| 1997年 | 智子與知子         | TBS電視台  |            |
| 1998年 | 麻辣教師GTO        | 關西電視台 |            |
| 1999年 | 魔女的條件         | TBS電視台  |            |
| 2000年 | 頑固老爹           | TBS電視台  |            |
| 2001年 | 搶錢大作戰         | 朝日電視台 |            |
| 2001年 | 好想好想談戀愛     | TBS電視台  |            |
| 2001年 | 玫瑰人生           | 讀賣電視台 | 企劃、原案 |
| 2002年 | 老爸               | TBS電視台  |            |
| 2003年 | 幸福的王子         | 日本電視台 |            |
| 2004年 | 夫婦。             | TBS電視台  |            |
| 2005年 | 女王的教室         | 日本電視台 |            |
| 2006年 | 比誰都愛媽媽       | TBS電視台  |            |
| 2007年 | 演歌女王           | 日本電視台 |            |
| 2008年 | 純情男生俏老師     | 日本電視台 |            |
| 2009年 | 刑事現場2          | NHK電視台  |            |
| 2010年 | 女人不妥協         | 日本電視台 |            |
| 2011年 | 復胖男女           | 日本電視台 |            |
| 2011年 | 家政婦三田         | 日本電視台 |            |
| 2012年 | 純與愛             | NHK電視台  | NHK晨間劇  |
| 2015年 | 某某妻             | 日本電視台 |            |
| 2015年 | 偽装夫婦           | 日本電視台 |            |
| 2016年 | 初次見面，我愛你   | 朝日電視台 |            |
| 2017年 | 過度保護的加穗子   | 日本電視台 |            |
| 2019年 |                    | 朝日電視台 | 身兼導演   |
| 2019年 | 同期的櫻           | 日本電視台 |            |
| 2020年 | 35歳的少女         | 日本電視台 |            |
| 2022年 | 隔壁的阿力         | 朝日電視台 | 身兼導演   |
| 2022年 | 家庭教師寅子       | 日本電視台 |            |

### 單集SP
| 播出日期       | 劇名                                                           | 電視台         | 備註                             |
| -------------- | -------------------------------------------------------------- | -------------- | -------------------------------- |
| 1987年3月15日  | 家庭の問題                                                     | TBS電視台      |                                  |
| 1987年4月1日   | うちの子にかぎって…スペシャルII                                | TBS電視台      |                                  |
| 2000年8月30日  | 百年物語 第三集                                                | TBS電視台      |                                  |
| 2003年9月28日  | 甘蔗田之歌                                                     | TBS電視台      |                                  |
| 2005年8月29日  | 淚光閃閃計劃—廣島 昭和20年8月6日                               | TBS電視台      |                                  |
| 2006年         | 〜ひめゆり隊と同じ戦火を生きた少女の記録〜最後のナイチンゲール | 日本電視台     | 企劃製作人                       |
| 2009年8月29日  | 難以忘記哥哥的事                                               | 日本電視台     | 24小時TV「用愛拯救地球」特別企劃 |
| 2010年12月9日  | 最後的醫介輔                                                   | 日本電視台     |                                  |
| 2011年12月21日 | 家政婦女王 SP                                                  | 日本電視台     | 監修                             |
| 2013年4月20日  | 純與愛 SP                                                      | NHK BS Premium | 原案                             |
| 2014年1月2日   | 30分鐘的愛                                                     | 讀賣電視台     |                                  |

### 電影
| 播出日期 | 日文標題               | 中文標題               | 備註       |
| -------- | ---------------------- | ---------------------- | ---------- |
| 1992年   | 喜多郎の十五少女漂流記 | 喜多郎的十五少女漂流記 | 原作       |
| 1997年   | 恋は舞い降りた。       | 三天兩夜               | 原案       |
| 2000年   | ekiden 駅伝            | 車站傳奇               |            |
| 2017年   | 恋妻家宮本             | 戀妻家宮本             | 導演，編劇 |

## 獎項
- 第10回日劇學院賞最佳編劇獎（《白晝之月》）
- 第46回日劇學院賞最佳編劇獎（《女王的教室》）
- 第71回日劇學院賞最佳編劇獎（《家政婦女王》）
- 2012年東京國際電視節日劇獎最佳劇本獎（《家政婦女王》）

## 外部連結
- 遊川和彦×岡田惠和 脚本家トークバトル （页面存档备份，存于）
- 夏菜が現場で大号泣
- NHK朝ドラ・純と愛のヒロイン夏菜の舞台裏！　現場では号泣！